# Qazaqstan Kubogy 2024
La Qazaqstan Kubogy 2024 è stata la 32ª edizione della Coppa del Kazakistan. È iniziata l'11 marzo 2024 e si è conclusa il 29 settembre successivo.
Il Tobyl era la squadra campione in carica. Il titolo è stato vinto dall'Aqtöbe, alla sua seconda coppa nazionale.

## Formato
Il torneo si svolge in due fasi: alla prima fase, prendono parte formazioni provenienti dalla seconda e terza serie kazaka, suddivise in sei gironi. Le vincenti di ciascun girone si affrontano in un turno di spareggio in gara unica per accedere alla fase finale.
Partono direttamente dalla fase finale, invece, le tredici squadre dalla Qazaqstan Prem'er Ligasy 2024, affrontandosi in gare di andata e ritorno ad eccezione della finale, da disputarsi su campo neutro.

## Risultati

### Fase a gironi
Il sorteggio della fase a gironi è stato effettuato il 7 marzo 2024. Tutti i match della fase a gironi si giocano su campo neutro, a Shymkent.

#### Gruppo A
| Squadra    | P.ti | G | V | N | P | GF | GS | DR |
| ---------- | ---- | - | - | - | - | -- | -- | -- |
| Ertis      | 7    | 3 | 2 | 1 | 0 | 3  | 1  | +2 |
| AKAS       | 5    | 3 | 1 | 2 | 0 | 4  | 3  | +1 |
| Oqjetpes   | 2    | 3 | 0 | 2 | 1 | 3  | 4  | -1 |
| Han-Táńiri | 1    | 3 | 0 | 1 | 2 | 3  | 5  | -2 |

|            | AKA   | Ert   | Han   | Oqj   |
| AKAS       |       | 1 - 1 |       |       |
| Ertis      |       |       | 1 - 0 | 1 - 0 |
| Han-Táńiri | 1 - 2 |       |       |       |
| Oqjetpes   | 1 - 1 |       | 2 - 2 |       |

#### Gruppo B
| Squadra       | P.ti | G | V | N | P | GF | GS | DR |
| ------------- | ---- | - | - | - | - | -- | -- | -- |
| Ońtýstik      | 6    | 2 | 2 | 0 | 0 | 3  | 0  | +3 |
| Altaı Óskemen | 3    | 2 | 1 | 0 | 1 | 1  | 2  | -1 |
| Aqjaıyq       | 0    | 2 | 0 | 0 | 2 | 0  | 2  | -2 |

|               | Alt   | Aqj   | Ońt   |
| Altaı Óskemen |       | 1 - 0 |       |
| Aqjaıyq       |       |       | 0 - 1 |
| Ońtýstik      | 2 - 0 |       |       |

#### Gruppo C
| Squadra   | P.ti | G | V | N | P | GF | GS | DR |
| --------- | ---- | - | - | - | - | -- | -- | -- |
| Taraz     | 6    | 2 | 2 | 0 | 0 | 5  | 1  | +4 |
| Ekibastuz | 1    | 2 | 0 | 1 | 1 | 2  | 3  | -1 |
| Turkistan | 1    | 2 | 0 | 1 | 1 | 1  | 4  | -3 |

|           | Eki   | Tar   | Tur   |
| Ekibastuz |       |       | 1 - 1 |
| Taraz     | 2 - 1 |       |       |
| Turkistan |       | 0 - 3 |       |

#### Gruppo D
| Squadra   | P.ti | G | V | N | P | GF | GS | DR |
| --------- | ---- | - | - | - | - | -- | -- | -- |
| Jas Qyran | 6    | 2 | 2 | 0 | 0 | 5  | 2  | +3 |
| Arys      | 1    | 2 | 0 | 1 | 1 | 0  | 1  | -1 |
| Kaspıı    | 1    | 2 | 0 | 1 | 1 | 2  | 4  | -2 |

|           | Ary | Jas   | Kas   |
| Arys      |     |       | 0 - 0 |
| Jas Qyran |     |       | 1 - 0 |
| Kaspıı    |     | 2 - 4 |       |

#### Gruppo E
| Squadra   | P.ti | G | V | N | P | GF | GS | DR |
| --------- | ---- | - | - | - | - | -- | -- | -- |
| SD Family | 6    | 2 | 2 | 0 | 0 | 4  | 0  | +4 |
| Ūlytau    | 3    | 2 | 1 | 0 | 1 | 1  | 2  | -1 |
| Maqtaaral | 0    | 2 | 0 | 0 | 2 | 0  | 3  | -3 |

|           | Maq   | SDF   | Uly   |
| Maqtaaral |       | 0 - 2 |       |
| SD Family |       |       | 2 - 0 |
| Ulytaý    | 1 - 0 |       |       |

#### Gruppo F
| Squadra | P.ti | G | V | N | P | GF | GS | DR |
| ------- | ---- | - | - | - | - | -- | -- | -- |
| Jetisaı | 4    | 2 | 1 | 1 | 0 | 4  | 1  | +3 |
| Aqsý    | 3    | 2 | 1 | 0 | 1 | 5  | 5  | 0  |
| Qyran   | 1    | 2 | 0 | 1 | 1 | 3  | 6  | -3 |

|         | Aqs   | Jet   | Qyr   |
| Aqsý    |       | 0 - 3 |       |
| Jetisaı |       |       | 1 - 1 |
| Qyran   | 2 - 5 |       |       |

#### Spareggio
| Squadra 1     | Risultato   | Squadra 2 |
| ------------- | ----------- | --------- |
| 21 marzo 2024 |             |           |
| Ertis         | 0 – 1       | Ońtýstik  |
| 22 marzo 2024 |             |           |
| Taraz         | 1 – 0 (dts) | Jas Qyran |
| 23 marzo 2024 |             |           |
| SD Family     | 2 – 1       | Jetisaı   |

### Fase finale
Il sorteggio della fase finale è stato effettuato il 7 marzo 2024, in concomitanza al sorteggio della precedente fase a gironi.

#### Ottavi di finale
| Squadra 1      | Risultato | Squadra 2         |
| -------------- | --------- | ----------------- |
| 13 aprile 2024 |           |                   |
| Qaisar         | 0 – 3     | Tobyl             |
| Jeñis          | 0 – 1     | Astana            |
| Atyrau         | 6 – 0     | SD Family         |
| Qairat         | 3 – 0     | Tūran Türkistan   |
| 14 aprile 2024 |           |                   |
| Taraz          | 0 – 2     | Ordabasy          |
| Aqtöbe         | 1 – 0     | Jetisý            |
| Elimai         | 2 – 1     | Shahter Qaraǵandy |
| Ońtýstik       | 1 – 2     | Qyzyljar          |

#### Quarti di finale
| Squadra 1     | Risultato   | Squadra 2 |
| ------------- | ----------- | --------- |
| 8 maggio 2024 |             |           |
| Tobyl         | 1 – 0       | Astana    |
| Atyrau        | 3 – 1       | Qairat    |
| Ordabasy      | 1 – 2 (dts) | Aqtöbe    |
| Elimai        | 1 – 0       | Qyzyljar  |

#### Semifinali
| Squadra 1                       | Totale | Squadra 2 | Andata | Ritorno |
| ------------------------------- | ------ | --------- | ------ | ------- |
| 29 maggio 2024 / 19 giugno 2024 |        |           |        |         |
| Tobyl                           | 1 – 4  | Atyrau    | 1 – 0  | 0 – 4   |
| Aqtöbe                          | 3 – 2  | Elimai    | 2 – 0  | 1 – 2   |

#### Finale
| Arbitro: | Sahı (Qyzylorda) |

|              |           |                              |
| Sihnevič 24’ | Marcatori | 89’ (rig.) Qasym 90’ Góndola |